# Babanusa
Babanusa là một thị trấn ở bang Tây Kordofan, Sudan.

## Khí hậu
| Dữ liệu khí hậu của Babanusa             | Dữ liệu khí hậu của Babanusa | Dữ liệu khí hậu của Babanusa | Dữ liệu khí hậu của Babanusa | Dữ liệu khí hậu của Babanusa | Dữ liệu khí hậu của Babanusa | Dữ liệu khí hậu của Babanusa | Dữ liệu khí hậu của Babanusa | Dữ liệu khí hậu của Babanusa | Dữ liệu khí hậu của Babanusa | Dữ liệu khí hậu của Babanusa | Dữ liệu khí hậu của Babanusa | Dữ liệu khí hậu của Babanusa | Dữ liệu khí hậu của Babanusa |
| Tháng                                    | 1                            | 2                            | 3                            | 4                            | 5                            | 6                            | 7                            | 8                            | 9                            | 10                           | 11                           | 12                           | Năm                          |
| ---------------------------------------- | ---------------------------- | ---------------------------- | ---------------------------- | ---------------------------- | ---------------------------- | ---------------------------- | ---------------------------- | ---------------------------- | ---------------------------- | ---------------------------- | ---------------------------- | ---------------------------- | ---------------------------- |
| Cao kỉ lục °C (°F)                       | 40.7 (105.3)                 | 42.0 (107.6)                 | 44.6 (112.3)                 | 44.0 (111.2)                 | 43.7 (110.7)                 | 42.5 (108.5)                 | 38.2 (100.8)                 | 37.8 (100.0)                 | 39.3 (102.7)                 | 40.0 (104.0)                 | 41.0 (105.8)                 | 39.8 (103.6)                 | 44.6 (112.3)                 |
| Trung bình ngày tối đa °C (°F)           | 32.3 (90.1)                  | 35.1 (95.2)                  | 38.1 (100.6)                 | 40.1 (104.2)                 | 39.3 (102.7)                 | 36.3 (97.3)                  | 32.7 (90.9)                  | 32.3 (90.1)                  | 33.6 (92.5)                  | 35.9 (96.6)                  | 35.7 (96.3)                  | 34.7 (94.5)                  | 35.5 (95.9)                  |
| Trung bình ngày °C (°F)                  | 24.2 (75.6)                  | 27.1 (80.8)                  | 30.3 (86.5)                  | 32.3 (90.1)                  | 32.5 (90.5)                  | 27.9 (82.2)                  | 27.8 (82.0)                  | 27.5 (81.5)                  | 28.1 (82.6)                  | 29.5 (85.1)                  | 28.2 (82.8)                  | 26.1 (79.0)                  | 28.5 (83.3)                  |
| Tối thiểu trung bình ngày °C (°F)        | 16.1 (61.0)                  | 19.1 (66.4)                  | 22.6 (72.7)                  | 24.5 (76.1)                  | 25.7 (78.3)                  | 19.5 (67.1)                  | 22.9 (73.2)                  | 22.7 (72.9)                  | 22.6 (72.7)                  | 23.0 (73.4)                  | 20.7 (69.3)                  | 17.5 (63.5)                  | 21.4 (70.5)                  |
| Thấp kỉ lục °C (°F)                      | 7.7 (45.9)                   | 11.2 (52.2)                  | 11.2 (52.2)                  | 14.0 (57.2)                  | 19.0 (66.2)                  | 14.6 (58.3)                  | 17.0 (62.6)                  | 16.9 (62.4)                  | 17.7 (63.9)                  | 16.9 (62.4)                  | 14.2 (57.6)                  | 8.6 (47.5)                   | 7.7 (45.9)                   |
| Lượng Giáng thủy trung bình mm (inches)  | 0.0 (0.0)                    | 0.0 (0.0)                    | 0.9 (0.04)                   | 6.2 (0.24)                   | 21.7 (0.85)                  | 88.0 (3.46)                  | 125.2 (4.93)                 | 125.3 (4.93)                 | 107.0 (4.21)                 | 22.9 (0.90)                  | 0.1 (0.00)                   | 0.0 (0.0)                    | 497.3 (19.58)                |
| Số ngày giáng thủy trung bình (≥ 0.1 mm) | 0.0                          | 0.1                          | 0.2                          | 0.8                          | 3.5                          | 7.8                          | 11.0                         | 12.2                         | 9.6                          | 3.7                          | 0.1                          | 0.0                          | 49.0                         |
| Độ ẩm tương đối trung bình (%)           | 23                           | 19                           | 17                           | 19                           | 36                           | 49                           | 64                           | 69                           | 63                           | 43                           | 26                           | 22                           | 37.5                         |
| Số giờ nắng trung bình tháng             | 316.2                        | 280.0                        | 282.1                        | 279.0                        | 282.1                        | 243.0                        | 201.5                        | 210.8                        | 228.0                        | 266.6                        | 309.0                        | 313.1                        | 3.211,4                      |
| Phần trăm nắng có thể                    | 89                           | 87                           | 75                           | 75                           | 71                           | 62                           | 51                           | 51                           | 61                           | 73                           | 89                           | 90                           | 73                           |
| Nguồn: NOAA                              |                              |                              |                              |                              |                              |                              |                              |                              |                              |                              |                              |                              |                              |

## Giao thông
Thị trấn có một nhà ga trên tuyến đường sắt quốc tế Babanusa – Wau.